# 強積金對沖機制
按照香港的《僱傭條例》（香港法例57章），當僱員有權依其服務年資獲得僱主須支付的遣散費或長期服務金時，僱主可在僱員的強積金供款中，利用僱主供款部份所產生的累算權益，以抵銷應向僱員支付的遣散費或長期服務金。

## 歷史
遣散費和長期服務金的條文於1974年和1986年引入《僱傭條例》時，容許僱主從其按年資支付的酬金或公積金抵銷遣散費和長期服務金（即所謂「對沖」安排）。其後強積金制度亦承襲了有關安排。僱主在向僱員發放長期服務金／遣散費後，可從僱員的強積金帳戶內僱主強制性及自願性供款所產生的累算權益中，提取相等的金額以作抵銷。
立法會於2022年6月9日通過取消強積金強制性供款累算權益的對沖，有關安排於2025年5月1日起實施。

## 對沖金額
|      | 2014 年   | 2015 年   | 2016 年   |
| ---- | --------- | --------- | --------- |
| 金額 | $30.06 億 | $33.54 億 | $38.55 億 |

2001 年7 月至2016 年12 月總金額為$320 億

## 取消對沖機制

### 政府(2012年)方案
第四屆特首梁振英在2012 的競選政綱中提出「逐步降低強積金戶口內僱主累積供款權益用作抵銷僱員長期服務金及遣散費的比例」，在2017 年卸任前一星期劃線取消強積金對沖方案：
- 不具追溯力，即實施日期前強制性供款累計權益仍可用以「對沖」
- 降低建議實施日期後的受僱期所引致的遣散費或長服金款額，下調至每月工資的一半
- 政府會自建議實施日期起的10年內分擔僱主的部分額外遣散費或長服金開支

### 工聯會(2014年)方案
- 取消對沖;
- 逐步降低強積金戶口內僱主累積供款權益用作抵銷僱員長期服務金及遣散費的比例;
- 交出具體時間表;
- 政府和公營機構先行「取消對沖機制」;
- 積金局對強積金進行全面檢討及諮詢;
- 積金局公開諮詢「預設核心基金」方案的過程
- 積金局要加入「取消對沖機制」的諮詢工作;
- 設立由勞工、僱主及政府三方代表所組成的專責委員會，以進行「取消對沖機制」工作；
- 應設立由政府、僱主及僱員三方共同供款的「完善退休保障制度」。

### 職工盟(2018年)方案
- 取消對沖
- 設立一個由僱主供款的基金，以發還僱主已付的一半遣散費或長服金。
- 供款額為僱員有關入息的0.5%
- 政府注資50 億元
- 僱主可獲發還已付的一半遣散費或長服金
- 遣散費及長服金計算方式不變
- 不可「對沖」劃線後年資引致的遣散費或長服金
- 調低可「對沖」劃線前遣散費或長服金的款額
- 不得發還涉及無理解僱的終止僱傭金
- 破產欠薪保障基金亦可獲發還墊支

### 五大商會(2017年)方案
- 僱主和政府各額外多供款1%予僱員強積金戶口
- 保留對沖
- 保留遣散費和長服金計算方案
- 設遣散費和長服金提取金額上限在3萬港元

### 勞顧會(2017年)方案
- 取消對沖
- 政府一筆過注資至少200億成立基金，並由僱主為每名僱員多供200元入基金，以支付長服金及遣散費